# Decachorda pomona
Decachorda pomona är en fjärilsart som beskrevs av Gustav Weymer 1892. Decachorda pomona ingår i släktet Decachorda och familjen påfågelsspinnare. Inga underarter finns listade i Catalogue of Life.